# Норт Гејт (Калифорнија)
Норт Гејт (енгл. North Gate) насељено је место без административног статуса у америчкој савезној држави Калифорнија.

## Демографија
По попису из 2010. године број становника је 679.
| Група             | 2000.    | 2010.       |
| Белци             | 0 (0,0%) | 531 (78,2%) |
| Афроамериканци    | 0 (0,0%) | 1 (0,1%)    |
| Азијати           | 0 (0,0%) | 65 (9,6%)   |
| Хиспаноамериканци | 0 (0,0%) | 56 (8,2%)   |
| Укупно            | 0        | 679         |